# Gornja Barska
Gornja Barska falu Bosznia-Hercegovinában, a Bosznia-hercegovinai Föderáció Una-Szanai kantonjában.

## Fekvése
Bosznia-Hercegovina északnyugati részén, Bihácstól légvonalban 24, közúton 36 km-re északra, Cazintól légvonalban 8, közúton 13 km-re északnyugatra, a Gračanica és Hajdarovac-patakok völgyei között fekvő erdős, dombos területen, a Cazinból Velika Kladušára vezető út mentén fekszik. Házai kisebb csoportokban szétszórtan helyezkednek el a falu területén.

## Népessége
| Nemzetiségi csoport | Népesség 1991 | Népesség 2013 |
| ------------------- | ------------- | ------------- |
| Szerb               | 1             | 0             |
| Bosnyák             | 1237          | 1177          |
| Horvát              | 0             | 17            |
| Jugoszláv           | 0             | 0             |
| Egyéb               | 4             | 74            |
| Összesen            | 1242          | 1268          |

## Története
A Gornja Barska-i muszlim gyülekezethez Jusin Put, Tahirovići, Ćatići, Hadžići-Gusto Selo, Hadžići-Spahići, Mahmutovići, Merdanovići és Mušedinovići falvak tartoznak. A gyülekezetnek mintegy 200 háztartása van, és egy 1970-ben épült mecset birtokosa, amelyet 2005-ben felújítottak és bővítettek. Az állandó imám szolgálatot ebben a gyülekezetben a következő imámok végezték: Bećir Mujakić, Huse Arnaut, Kadrić efendi, Nurija Kazaferović, Husein Pehlić és Hamdija Đogić efendi, aki a gyülekezet jelenlegi imámja.

## Nevezetességei
A falu mecsete 1970-ben épült, 2005-ben bővítették.